# Fallen Sword
 For alternative betydninger, se Fallen. (Se også artikler, som begynder med Fallen)
Fallen Sword er et engelsk, tekstbaseret MMORPG. Spillet går ud på at kæmpe mod monstre for at blive den stærkeste, man kan chatte med andre spillere.
Spillet er et online spil det er gratis at spille (nogle fordele kan blive købt for rigtige penge) spillet bliver tit opdateret med større områder, nye ting, udstyr og meget andet.
Der er over 1.000.000 registrerede spillere.[kilde mangler]